# Adaptiver Flügel
Ein adaptiver Flugzeugflügel besitzt an der Hinterkante der Landeklappen schmale, bewegliche Zusatzklappen, durch welche die Flügelwölbung so verändert wird, dass für jeden Flugzustand der optimale Auftrieb erzielt wird. Sinn und Zweck dieses adaptiven Flügels: Er verbessert die Aerodynamik des Flugzeugs, was Fluglärm wie Treibstoffverbrauch reduziert. Zudem kann das Flugzeug auf kürzeren Bahnen starten oder landen und dabei auch steiler an- und abfliegen. Das senkt die Lärmbelastung im Flughafennahbereich. In einer Testversion des Airbus A340-300 werden die neuartigen Klappen bereits eingesetzt. Mittelfristig könnten sämtliche Airbus-Flugzeuge damit ausgerüstet sein und die Flugzeuge wirtschaftlicher und umweltfreundlicher machen.

## Entwicklung
Einen Schritt in Richtung eines adaptiven Flügels machten Entwickler bereits vor mehreren Jahrzehnten: Sie montierten an der Flügelhinterkante ausfahrbare Landeklappen, die einen guten Kompromiss zwischen dem für Starts und Landungen benötigten höheren Auftrieb und einer für den Reiseflug ausreichenden, wesentlich geringeren Flügelfläche darstellten. Mitte der 1990er Jahre begannen Forscher, sich intensiv mit dem adaptiven Flügel zu beschäftigen. Das vom deutschen Bundeswirtschaftsministerium geförderte Projekt „Hochauftriebskonzept“ entwickelte eine erste Variante multifunktionaler Hinterkantenklappen mit dem Namen „Mini-TEDs“ (TED = Trailing Edge Devices). Innerhalb eines Technologieprogramms wurden „Mini TEDs“ in Zusammenarbeit von Airbus und den EADS Innovation Works entwickelt und an einem ersten Prüfstand einer strukturellen Analyse unterzogen. Seither laufen die Forschungen auf diesem Gebiet auf Hochtouren.

## Mini-TEDs
Die „Mini-TEDs“ funktionieren vom Prinzip her wie eine „Gurney Flap“ bei einem Rennauto. Eine solche, am Heck des Wagens um 90 Grad in den Wind gestellte Klappe, sorgt bei höheren Geschwindigkeiten für Abtrieb, also Anpressdruck auf der Hinterachse. Einen ähnlichen Effekt machten sich die Ingenieure beim adaptiven Flügel zu Nutze – nur andersherum: Sie montierten die Mini-TEDs – 9 bis 15 Zentimeter schmale Klappen aus Kohlefaserverbundwerkstoff – an der Unterseite der Landeklappen. Klappt man die „Mini-TEDs“ um bis zu 90 Grad aus, erzeugen sie zusätzlichen Auftrieb.

## Aerodynamik
Sind die „Mini-TEDs“ an der Flügelhinterkante ausgefahren, entsteht durch zwei gegenläufige Luftwirbel eine Nachlaufströmung. Der vorbeifließende Luftstrom wird dabei so stark nach unten abgelenkt, dass an den Flügeln zusätzlicher Auftrieb entsteht, was natürlich die Flugeigenschaften des Flugzeugs verbessert. Der Strömungsverlauf auf der Flügeloberfläche bleibt von den „Mini-TEDs“ unbeeinflusst, der Luftwiderstand der Klappen hingegen ist eher gering. In manchen Situationen, wie zum Beispiel dem Landeanflug, ist dieser Widerstand aber durchaus erwünscht: Denn durch den zusätzlichen Auftrieb der „Mini-TEDs“ hebt das Flugzeug beim Start früher ab und Piloten können die Landebahn in einem steileren Winkel anfliegen. In beiden Fällen verbringt das Flugzeug weniger Zeit in geringen Höhen und der mit einem Schallpegel von 80 Dezibel (das entspricht etwa dem Lärm eines vorbeifahrenden Autos) als Referenz definierte Lärmteppich wird kleiner.
Aber auch im ganz normalen Reiseflug könnten die „Mini-TEDs“ ihre Wirkung entfalten. In diesem Fall wird allerdings kein Lärmteppich verkleinert, sondern der Flug für die Passagiere merklich angenehmer gemacht. Sind die „Mini-TEDs“ nämlich über die Flugsteuerung mit einem Turbulenzsensor gekoppelt, können sie die Auftriebsverteilung über fast die gesamte Spannweite der Flügel blitzschnell verändern. Turbulenzen wirken sich damit auf das Flugzeug wesentlich geringer aus. Mit Hilfe der „Mini-TEDs“ wird ihnen praktisch gegengesteuert. Eine solche flexible Auftriebsverteilung hat auch Auswirkungen auf die Bauweise der Flügel. Denn deren Festigkeitsanforderungen werden im Wesentlichen durch die Kräfte bestimmt, die Böen während des Fluges verursachen. Sind Böen durch den Einsatz von „Mini-TEDs“ generell geringer, könnten Entwickler dies schon bei der Konstruktion neuer Flügel miteinbeziehen. Flügel könnte man damit in Zukunft mit noch geringerem Gewicht konstruieren, was Treibstoff spart und die Reichweite von Flugzeugen vergrößert.
Dies würde allerdings den Einsatz absolut ausfallsicherer Flugsteuerungselektronik erfordern, da bei deren Ausfall unmittelbar die strukturelle Integrität in Gefahr geriete.
Bei militärischen Flugzeugen mit Mini-TEDs bliebe in diesem Fall die Verwendung des Schleudersitzes als Rettung der Insassen, was jedoch bei Verkehrsflugzeugen nur mit unverhältnismäßigem Aufwand zu realisieren wäre, zumindest falls sämtliche Flugzeuginsassen gerettet werden sollten.

## AWIATOR
Sämtliche aktuellen europäischen Forschungen an den „Mini-TEDs“ laufen im Rahmen von AWIATOR (Aircraft Wing with Advanced Technology OpeRation), einem Forschungsprojekt der Europäischen Union, zusammen. Darin entwickeln unter der Leitung der EADS-Tochter Airbus unter anderem die Münchener und Berliner Technischen Universitäten und mehr als 20 Partner aus der EU und Israel modernste Flügeltechnologien für die nächste Generation von Verkehrsflugzeugen. Ziel des Projekts ist ein Gesamt-Flügelentwurf, der Erfolg versprechende Technologien zur aktiven Lastenkontrolle, Böenlastminderung, Lärmminderung und der Reduzierung von Wirbelschleppeneinflüssen kombiniert. In verschiedenen Einzelprojekten – eines davon sind die „Mini-TEDs“ – werden die unterschiedlichen Methoden und Komponenten zunächst analysiert und anschließend in Flugversuchen getestet.